# Come potete giudicar/Racconta tutto a me
Come potete giudicar/Racconta tutto a me è il secondo singolo discografico del gruppo musicale I Nomadi, pubblicato in Italia a marzo 1966 dalla Columbia.

## Descrizione
Il brano era la versione italiana della canzone The Revolution Kind di Sonny Bono; venne presentata al Cantagiro 1966, riscontrando un buon successo, e fu interpretata dai Nomadi nel film musicarello Totò Ye Ye (1967).
Il lato B, Racconta tutto a me, era la versione italiana del brano You Don't Love Me di Willie Cobbs, portato al successo da Sonny & Cher.

## Tracce
Lato A
1. Come potete giudicar – 3:07 (Sonny Bono, Toni Verona)

Lato B
1. Racconta tutto a me – 2:30 (Tommy Raye, Toni Verona)

## Formazione
- Beppe Carletti: tastiere
- Bila Copellini: batteria
- Gianni Coron: basso
- Augusto Daolio: voce
- Franco Midili: chitarra